# Lamata
Lamata ist ein spanischer Ort im Pyrenäenvorland in der Provinz Huesca der Autonomen Gemeinschaft Aragonien. Lamata gehört zur Gemeinde Abizanda. Der Ort hatte im Jahr 2015 36 Einwohner.

## Sehenswürdigkeiten
- Kirche Santos Acisclo y Victorián, erbaut im 11. Jahrhundert (Bien de Interés Cultural)
- Kreuz vor der Kirche (Bien de Interés Cultural)
- Casa Arasanz (Bien de Interés Cultural)
- Casa Bestué (Bien de Interés Cultural)
- Wasserspeicher der Casa Olivar (Bien de Interés Cultural)

## Weblinks

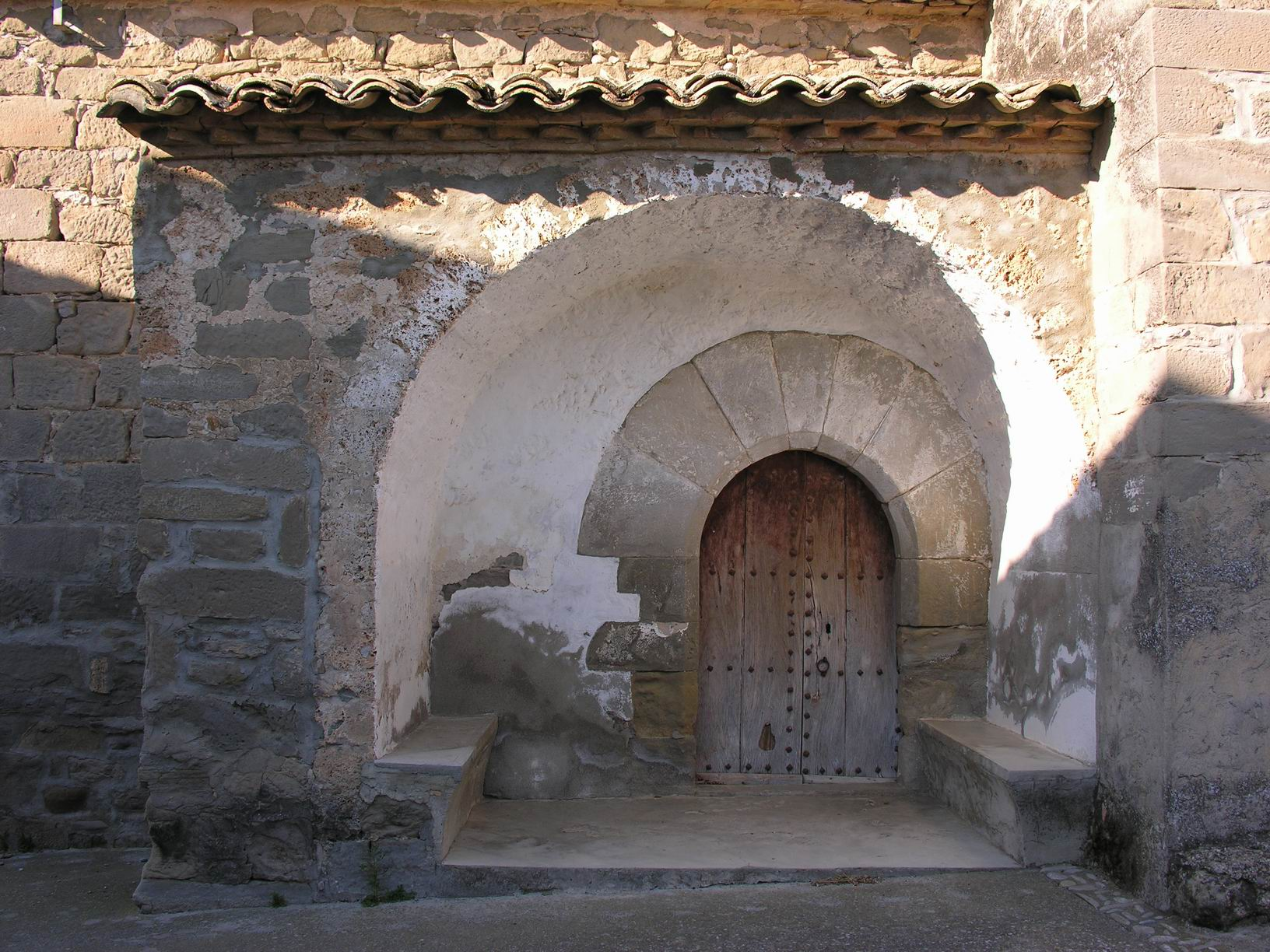
Eingang zur Kirche Santos Acisclo y Victorián